# Diapasón

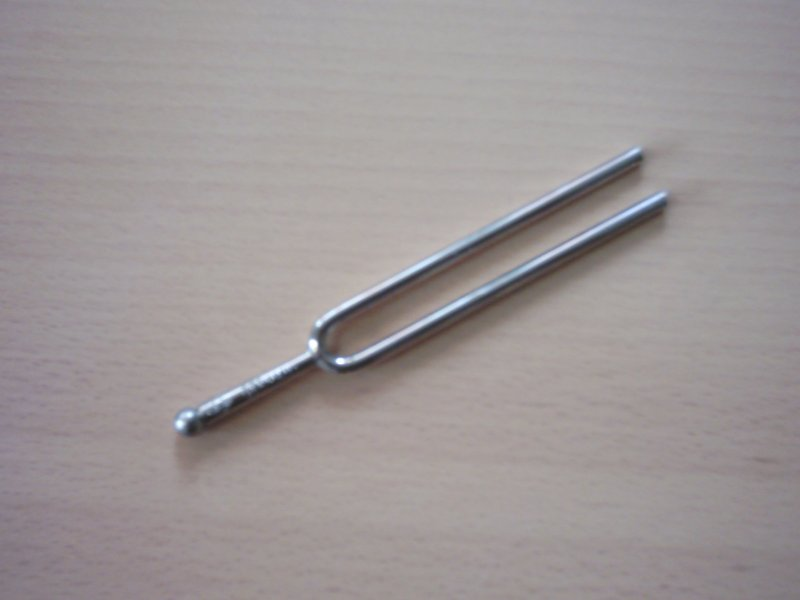
Diapasón fabricado para vibrar a 440 Hz.

Un diapasón es un dispositivo metálico (generalmente acero) con forma de horquilla, utilizado principalmente como referencia para afinación de instrumentos musicales. En el procesamiento digital de señales y en el análisis musical, el diapasón representa el tono de una nota en particular.

## Etimología
El vocablo deriva del griego διά (diá): a través de, πασῶν (pasón): (de) todas, y χορδῶν (chordón) –implícito–: cuerdas, es decir que se refiere al registro de todas las notas de la voz humana y de instrumentos musicales.

## Historia
Lo inventó –en 1711– el músico británico John Shore, sargento trompetista y laudero en la corte, para quien escribieron Georg Friedrich Händel y Henry Purcell.

## Usos
Se utiliza principalmente como referencia para afinación de instrumentos musicales, pues tras un breve momento emite un tono musical puro que permite la disipación de sobretonos (armónicos) altos.
La razón principal del uso de la forma de horquilla es porque, al contrario de muchos otros tipos de resonadores, el tono que genera es muy puro, cuya mayor parte de energía vibratoria está en la frecuencia fundamental, y poca en los sobretonos.
En efecto, la frecuencia del primer sobretono es de aproximadamente 52/22 = 25/4 = 6¼ veces la fundamental: ≈2½ octavas arriba. Como comparación, el primer sobretono de una cuerda o de una barra metálica en vibración está solo una octava arriba de la fundamental.
Para usarlo se golpea suavemente o se pellizcan las dos ramas de la U, de manera que aquel comience a vibrar. Como cualquier instrumento musical, el elemento generador casi no emite sonido alguno. Por ello es necesario un elemento de amplificación, para lo cual la parte que no vibra se apoya en la caja de resonancia de algún instrumento o en cualquier superficie rígida.

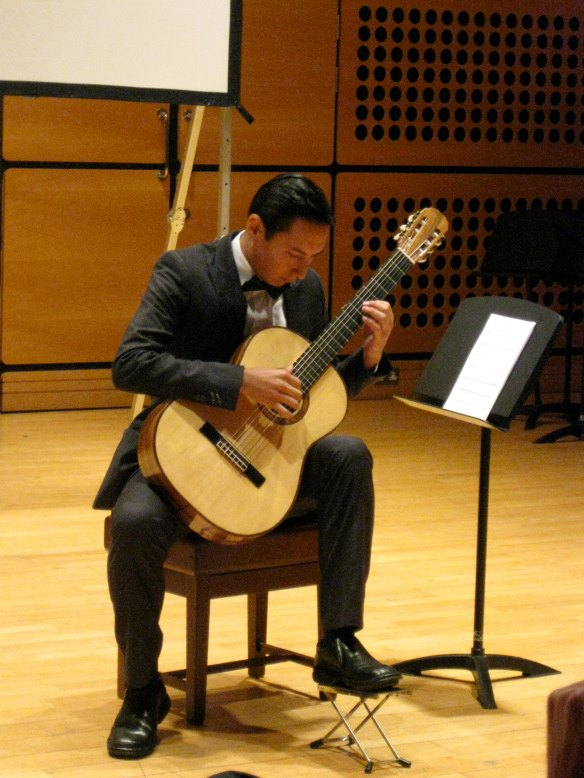

## Denominaciones
El diapasón más utilizado es el denominado la 440, que emite un sonido con una frecuencia de exactamente 440 hercios (Hz). Según los sistemas de notación que se usen, a ese sonido se le denomina del modo siguiente:
- la4, en el sistema latino de notación musical, que utiliza palabras: do, re, mi, fa, sol, la y si, según el índice registral científico internacional, que designa las octavas mediante números.
- la3, de acuerdo con el sistema latino de notación musical con el índice registral francobelga. Se utiliza en Bélgica, Francia y algunas regiones de España.
- A4, según el sistema anglosajón de notación musical, vigente en muchos países.
- a’, en el sistema de notación de Helmholtz, utilizado en Alemania.

Como las propiedades vibratorias del diapasón dependen exclusivamente de la forma y del material utilizado, las ondas sinusoidales generadas conservan siempre la afinación. Por ello se utiliza como referencia para afinar otros instrumentos musicales.
En la antigüedad los instrumentos se templaban a distintas afinaciones, incoherentes entre sí. Esto complicaba las ejecuciones en distintas iglesias, donde, por ejemplo, los órganos estaban templados según distintas afinaciones. Actualmente en las orquestas solo el oboe se afina (estirando su boquilla) con respecto a un diapasón de la 440. Luego toda la orquesta afina con respecto al la del oboe. También lo suelen utilizar los directores de coros y en pruebas de interválica como sonido guía. Bajo el agua, un diapasón de 440 Hz ofrece una frecuencia de alrededor de 650 Hz.

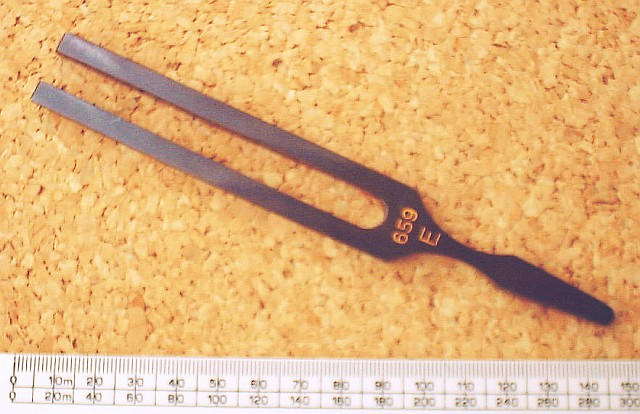
Diapasón fabricado para vibrar a 659 Hz.

## Uso en pianos no desafinables
En pianos Rhodes, eléctricos, se utilizan martillos como los de un piano convencional, pero (contrariamente a como sucede en este) no golpean cuerdas tensas, sino una especie de diapasones, uno por cada tecla.
Esta cualidad propicia que el piano Rhodes nunca se desafine, ya que, opuestamente a lo que sucede en una cuerda, la afinación de un diapasón no varía en el transcurso del tiempo.